# Przyczepkowate
Przyczepkowate (Acroloxidae) – rodzina słodkowodnych ślimaków płucodysznych (Pulmonata) z rzędu nasadoocznych (Basommatophora), obejmująca około 40 żyjących gatunków o czapeczkowatej muszli. Jej szczyt jest skręcony w lewo.
Występują w Holarktyce. Ponad połowa znanych gatunków to endemity Bajkału. W Polsce rodzina jest reprezentowana przez jeden gatunek: przyczepka jeziorna (Acroloxus lacustris). 

## Systematyka
Gatunki zaliczane do przyczepkowatych sklasyfikowano w następujących rodzajach:
- Acroloxus H. Beck, 1838
- Baicalancylus Starobogatov, 1967
- Frolikhiancylus Sitnikova & Starobogatov, 1993 – jedynym przedstawicielem jest Frolikhiancylus frolikhae (Sitnikova & Starobogatov, 1993)[2]
- Gerstfeldtiancylus Starobogatov, 1989
- Pseudancylastrum Lindholm, 1909

Rodzajem typowym rodziny jest Acroloxus.